# Catedral de San Miguel (Izhevsk)
La catedral de San Miguel (en ruso: Собор святого Архистратига Михаила) o colegial del arcángel San Miguel, en Izhevsk, es una gran iglesia ortodoxa rusa dependiente de la eparquía  de Udmurtia, que compite con la antigua catedral de Alejandro Nevsky como la principal iglesia ortodoxa de Udmurtia. Está ubicada en el punto más alto de la ciudad, en la plaza Roja, en el distrito de Oktyabrsky.
Su estilo neorruso pertenece a Ivan Charushin, un arquitecto del siglo XIX poco conocido de Vyatka. La iglesia de ladrillo rojo está coronada con una cubierta carpada que se eleva a una altura de 67 metros. Está rodeada por varias capillas masivas con cúpulas doradas y bulbosas y esbeltas campanarios similares a velas. Los porches tienen cubiertas inclinadas a la manera de las iglesias moscovitas del siglo XVII.
La catedral fue erigida entre 1897 y 1915, solo para ser demolida por los soviéticos en 1937. Fue reconstruida según el diseño original de Charushin en 2004-2007.

## Historia

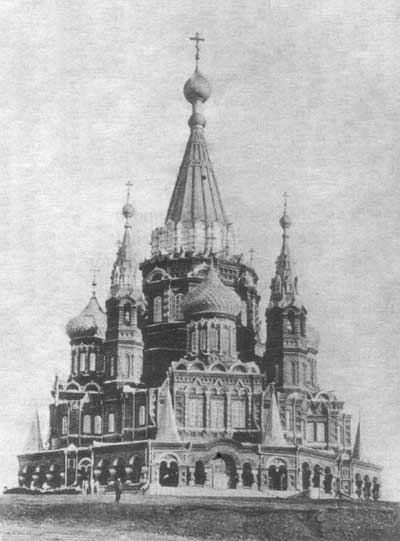
La iglesia construida en 1897-1907, a principios del siglo XX

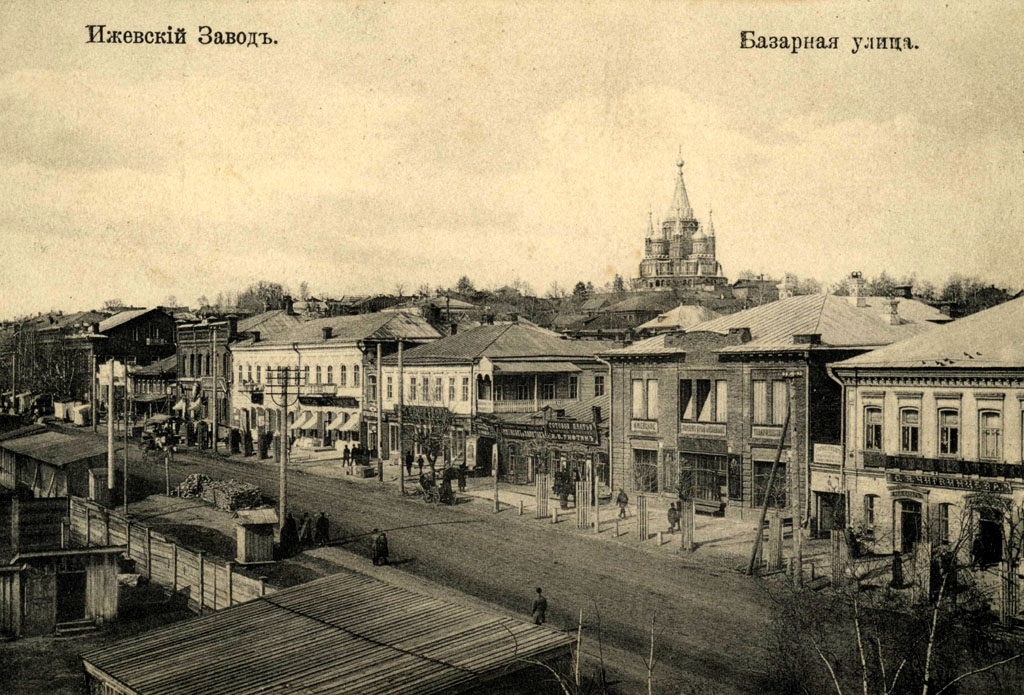
La catedral en la foto de 1918

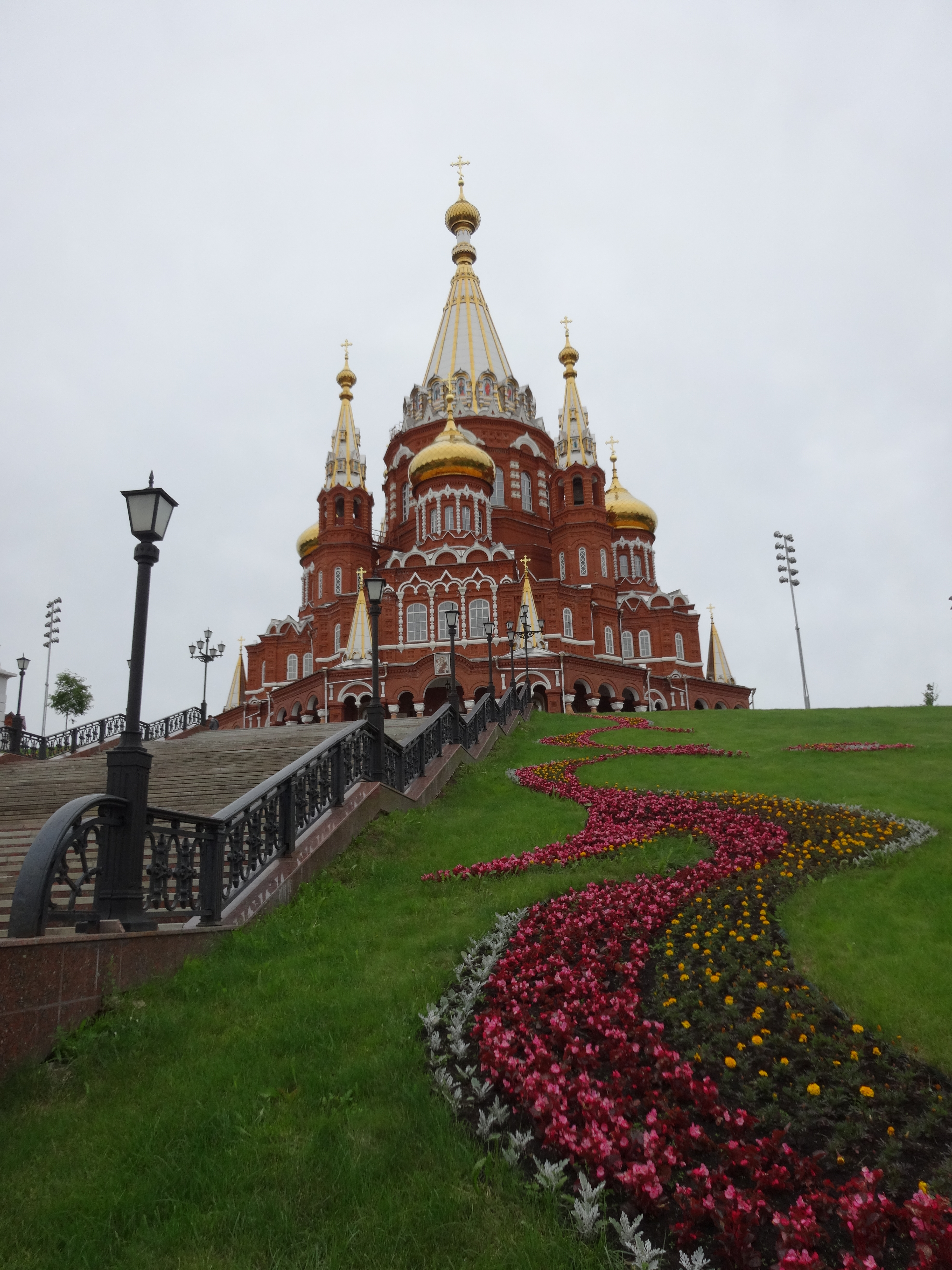
Vista de la iglesia hoy

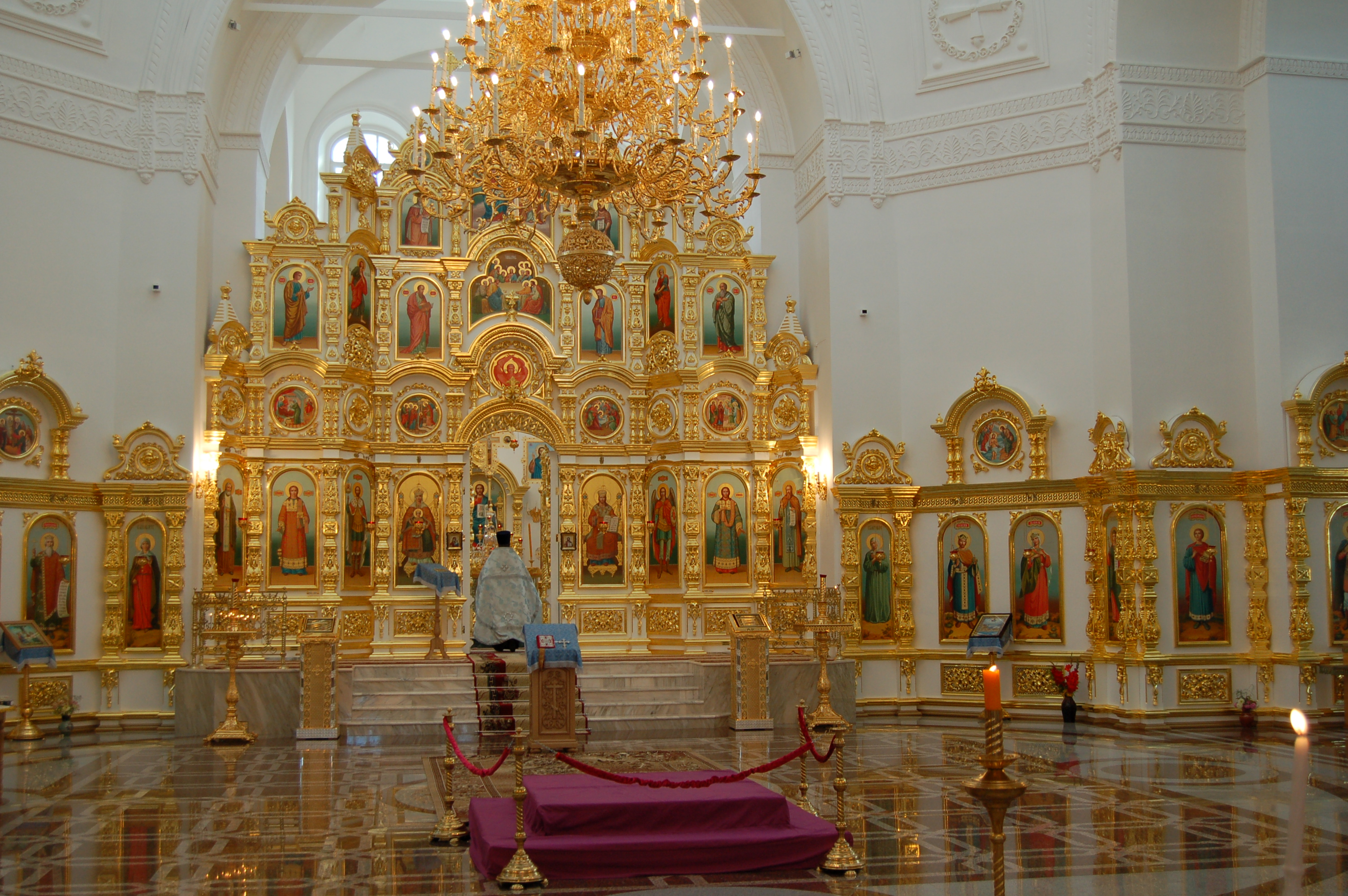
Interior y decoración de la catedral

La iglesia se encuentra en el sitio de una antigua capilla construida en 1765 dedicada a la Trinidad, destruida por un incendio en 1810. En 1855, en el sitio de la antigua iglesia , se construyó una gran capilla de piedra de 30 metros de altura en estilo neobizantino para los trabajadores de Izhmash, la fábrica de armas fundada en Izhevsk en 1807, en honor del Arcángel San Miguel, el patrón del Gran Duque Miguel Pávlovich, jefe de todos los ejércitos. En 1876, comenzó una campaña a recaudar fondos para la construcción de  una más grande en estilo neo-ruso, según diseño de  Ivan Charushin y los trabajadores de la fábrica contribuyeron con un 1% de sus salarios a un fondo creado para financiar la construcción de una gran iglesia para este santo militar. La primera piedra fue bendecida en 1897 y la iglesia se completó en 1907, pero su solemne consagración tuvo lugar en 1915, debido a los problemas de la época.
La iglesia fue cerrada por las autoridades locales el 27 de marzo de 1929 y convertida en museo en 1932. Finalmente, el comité del Partido Comunista de Udmurtia decidió destruirla. Se demolió el 8 de abril de 1937.
La decisión de reconstruirla se adoptó en 2000, siguiendo el  diseño original de Charushin. La primera piedra se colocó en 2004 y la iglesia se dedicó al culto en la Pascua de 2007.